# NGC 6446
NGC 6446 is een spiraalvormig sterrenstelsel in het sterrenbeeld Hercules. Het hemelobject werd op 9 juli 1864 ontdekt door de Duitse astronoom Albert Marth.

## Synoniemen
- MCG 6-39-18
- ZWG 199.18
- ARAK 528
- KCPG 523A
- PGC 60825